# غاري سميث (لاعب دوري الرغبي)
غاري سميث (بالإنجليزية: Gary Smith)‏ هو لاعب دوري الرغبي أسترالي، ولد في 1963 في ميناء ماكواري في أستراليا.